# Ernst Kogler
Ernst Kogler (* 17. November 1935 in Neustift an der Lafnitz; † 22. März 2009 in Wien) war ein österreichischer Angestellter  und Politiker (SPÖ). Kogler war von 1977 bis 1996 Abgeordneter zum Burgenländischen Landtag.

## Leben
Ernst Kogler wurde als Sohn des Maurers Josef Kogler aus Neustift geboren. Er besuchte die Volksschule in Neustift und erlernte bis den Beruf des Elektrikers, in dem er bis 1962 arbeitete.

## Politik
Kogler war ab 1957 Funktionär der SPÖ und des ARBÖ und arbeitete zwischen 1962 und 1969 als Sekretär des Bezirkssekretariats der SPÖ-Oberwart. Zwischen 1963 und 1976 war Kogler Landesobmann des ARBÖ und von 1973 bis 1990 Stadtparteiobmann der SPÖ Oberwart. Des Weiteren fungierte Kogler von 1976 bis 1996 als Landessekretär des ARBÖ und war zwischen 1977 und 1987 Stadtrat in Oberwart. Kogler vertrat die SPÖ vom 27. Oktober 1977 bis zum 27. Juni 1996 im Burgenländischen Landtag.